# 알제넌 시드니

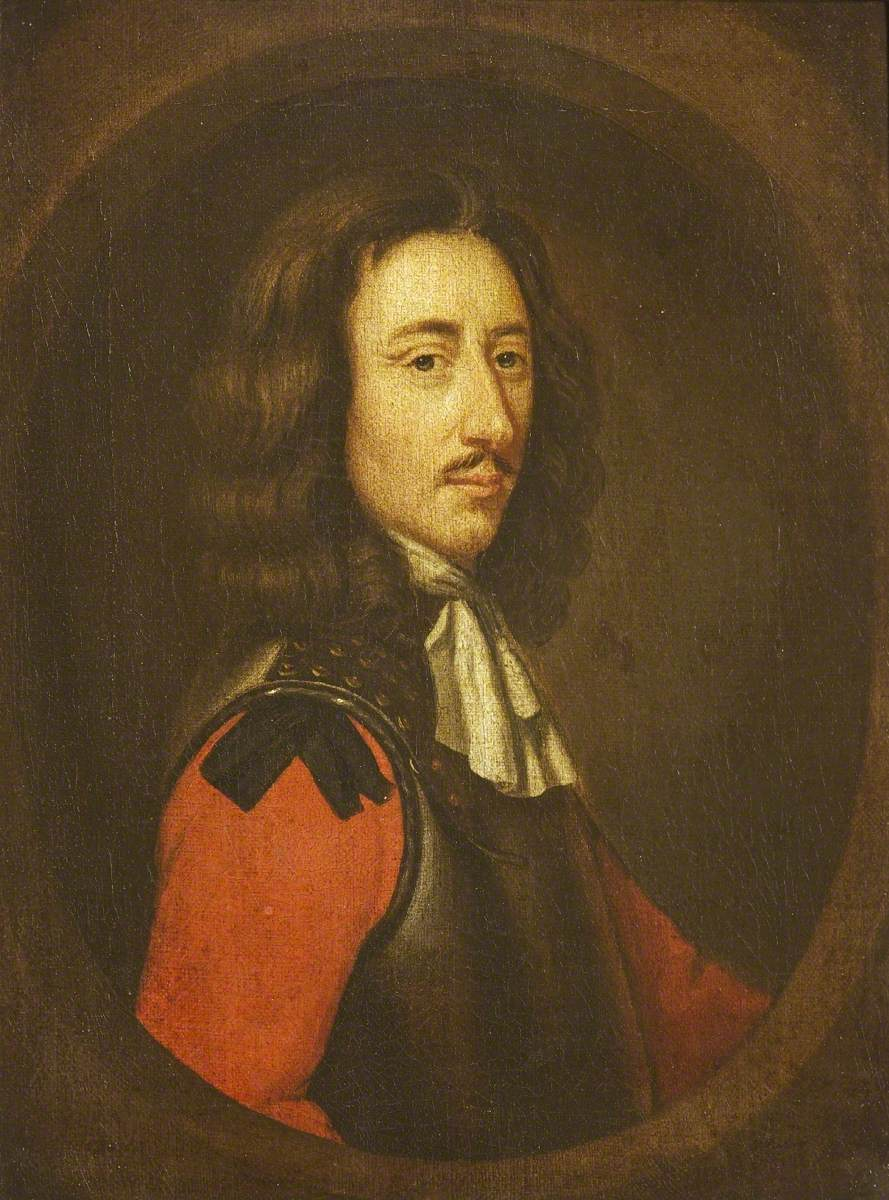
알제넌 시드니 초상화

알제넌 시드니( Algernon Sidney; 1623년 1월 15일 - 1683년 12월 7일 ) 영국의 정치인이며, 장기의회의 회원이었다. 공화제의 정치적 이론가였으며, 찰스 1세의 법정에서 집행관이었고, 왕의 사형을 반대하였다. 찰스 2세를 암살하려는 음모에 가담한 일로 인해 반역죄로 사형 당하였다. <정부에 관한 논거>를 쓴 것이 문제가 된 것이다. 하지만, 그의 작품은 존 로크와 함께 서양 사상의 주춧돌로 기억되었다. 그의 사망 뒤에, 그는 '휘그당 (영국)의 애국자이며, 영웅이며, 순교자'라는 명예를 얻었다. 그의 사상은 명예 혁명과 미국 건국으로 이어졌다. 그는 왕권신수설을 반대하였고, 작은 정부를 주장하였다. 그의 저서는 미국 혁명의 교과서로 불리고 있다.